# Buellia endoleuca
Buellia endoleuca är en lavart som beskrevs av Müll. Arg. 1893. Buellia endoleuca ingår i släktet Buellia och familjen Caliciaceae.   Inga underarter finns listade i Catalogue of Life.